# Saint-Jean-de-la-Blaquière
Pour les articles homonymes, voir Saint-Jean.
Saint-Jean-de-la-Blaquière (en occitan Sant Joan de la Blaquièira) est une commune française située dans le nord du département de l'Hérault, en région Occitanie.
Exposée à un climat méditerranéen, elle est drainée par la Marguerite, le Maro, la Garelle, le Merdanson et par divers autres petits cours d'eau. La commune possède un patrimoine naturel remarquable : un site Natura 2000 (« les contreforts du Larzac ») et une zone naturelle d'intérêt écologique, faunistique et floristique.
Saint-Jean-de-la-Blaquière est une commune rurale qui compte 695 habitants en 2022, après avoir connu une forte hausse de la population depuis 1975. Elle fait partie de l'aire d'attraction de Montpellier. Ses habitants sont appelés les Blaquièrois et Blaquièroises.
Son nom vient de son église consacrée au IXe siècle à saint Jean-Baptiste et Blaquière qui signifie lieu planté de chênes blancs. La blaca en occitan signifie  chêne blanc.

## Géographie

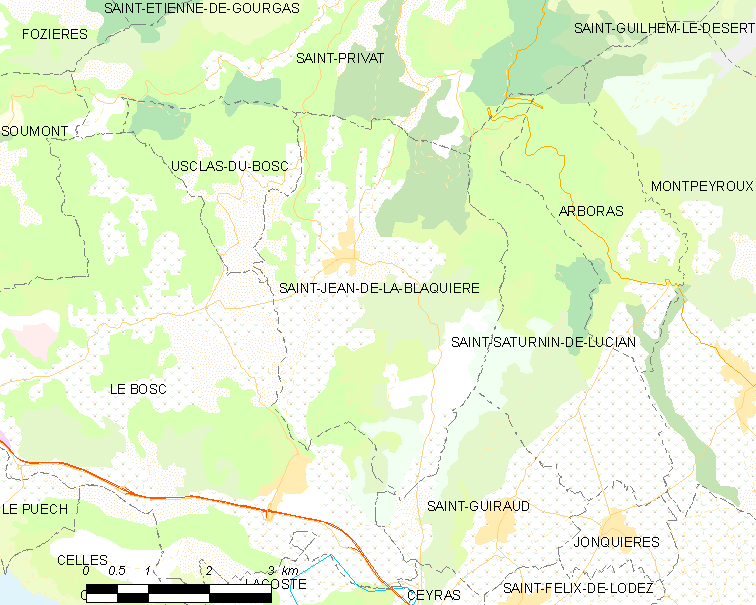
Carte

### Communes limitrophes
| Usclas-du-Bosc | Saint-Privat               |                          |
| Le Bosc        | Saint-Jean-de-la-Blaquière | Saint-Saturnin-de-Lucian |
|                | Saint-Guiraud              |                          |

### Climat
Pour des articles plus généraux, voir Climat de l'Occitanie et Climat de l'Hérault.
En 2010, le climat de la commune est de type climat méditerranéen franc, selon une étude s'appuyant sur une série de données couvrant la période 1971-2000. En 2020, Météo-France publie une typologie des climats de la France métropolitaine dans laquelle la commune est exposée à un climat méditerranéen et est dans la région climatique  Provence, Languedoc-Roussillon, caractérisée par une pluviométrie faible en été, un très bon ensoleillement (2 600 h/an), un été chaud (21,5 °C), un air très sec en été, sec en toutes saisons, des vents forts (fréquence de 40 à 50 % de vents > 5 m/s) et peu de brouillards.
Pour la période 1971-2000, la température annuelle moyenne est de 14,3 °C, avec une amplitude thermique annuelle de 16,2 °C. Le cumul annuel moyen de précipitations est de 1 073 mm, avec 7,4 jours de précipitations en janvier et 3,4 jours en juillet. Pour la période 1991-2020, la température moyenne annuelle observée sur la station météorologique la plus proche, située sur la commune de Soumont à 6 km à vol d'oiseau, est de 15,0 °C et le cumul annuel moyen de précipitations est de 968,5 mm,. Pour l'avenir, les paramètres climatiques de la commune estimés pour 2050 selon différents scénarios d'émission de gaz à effet de serre sont consultables sur un site dédié publié par Météo-France en novembre 2022.

### Milieux naturels et biodiversité

#### Réseau Natura 2000

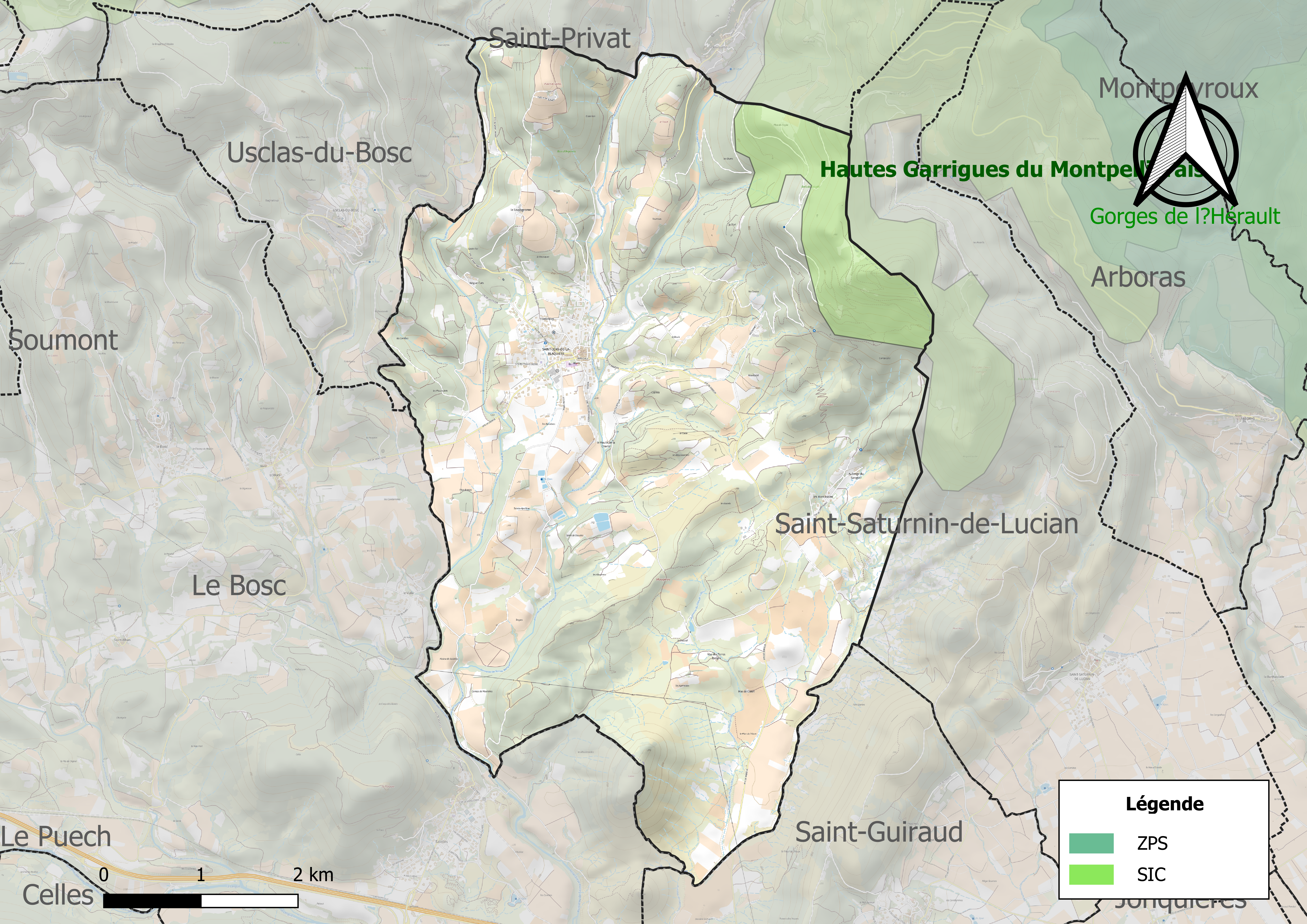
Site Natura 2000 sur le territoire communal.

Le réseau Natura 2000 est un réseau écologique européen de sites naturels d'intérêt écologique élaboré à partir des directives habitats et oiseaux, constitué de zones spéciales de conservation (ZSC) et de zones de protection spéciale (ZPS).
Un site Natura 2000 a été défini sur la commune au titre de la directive habitats : « les contreforts du Larzac », d'une superficie de 5 299 ha, constituant les premiers reliefs du Larzac qui surplombent le bassin de Lodève. Sa richesse est liée à la conjonction des deux influences caussenarde et méditerranéenne.

#### Zones naturelles d'intérêt écologique, faunistique et floristique

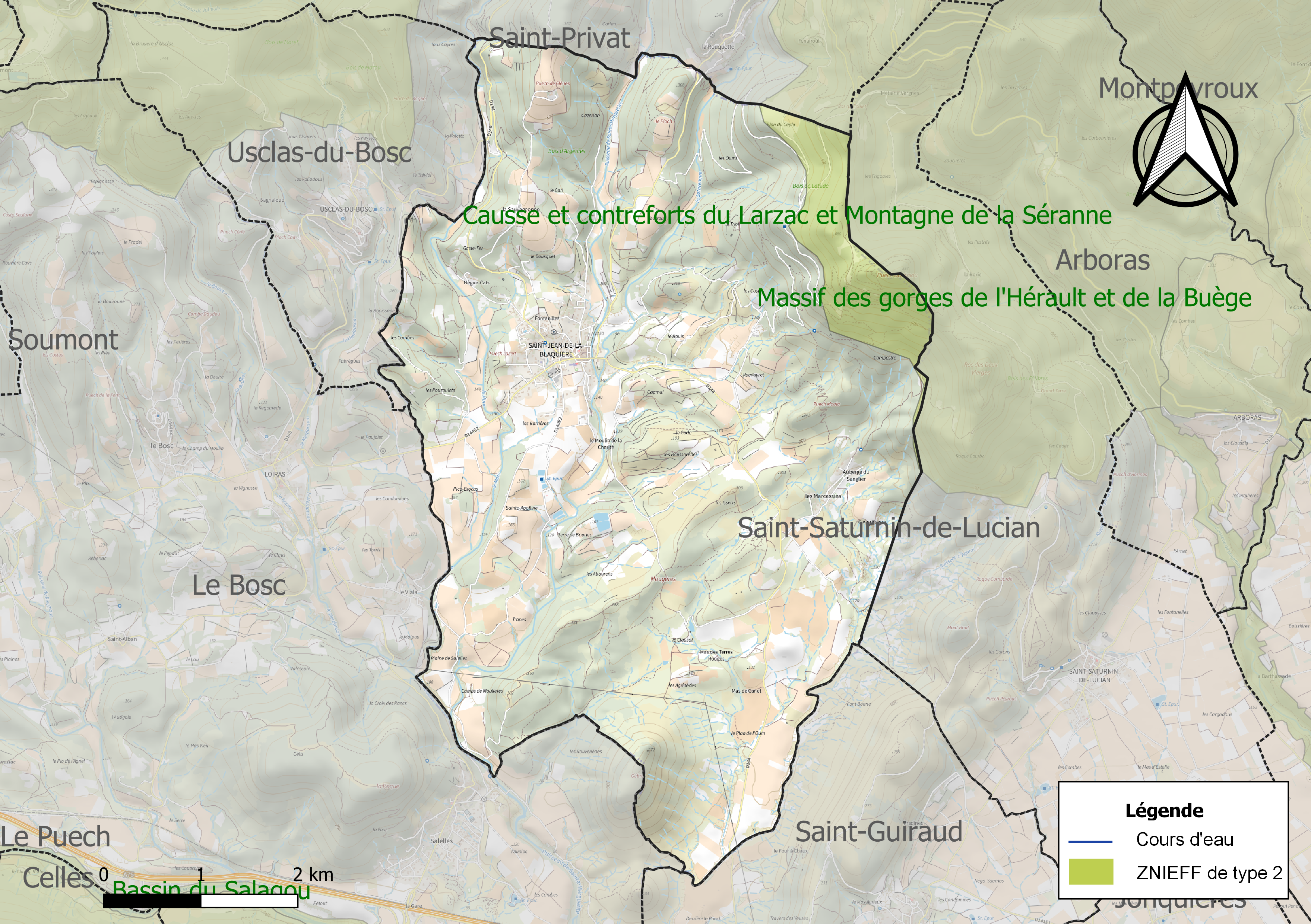
Carte de la ZNIEFF de type 2 localisée sur la commune.

L’inventaire des zones naturelles d'intérêt écologique, faunistique et floristique (ZNIEFF) a pour objectif de réaliser une couverture des zones les plus intéressantes sur le plan écologique, essentiellement dans la perspective d’améliorer la connaissance du patrimoine naturel national et de fournir aux différents décideurs un outil d’aide à la prise en compte de l’environnement dans l’aménagement du territoire.
Une ZNIEFF de type 2 est recensée sur la commune :
le « causse et contreforts du Larzac et montagne de la Séranne » (44 035 ha), couvrant 33 communes dont une dans l'Aveyron, deux dans le Gard et 30 dans l'Hérault.

## Urbanisme

### Typologie
Au 1er janvier 2024, Saint-Jean-de-la-Blaquière est catégorisée commune rurale à habitat dispersé, selon la nouvelle grille communale de densité à sept niveaux définie par l'Insee en 2022.
Elle est située hors unité urbaine. Par ailleurs la commune fait partie de l'aire d'attraction de Montpellier, dont elle est une commune de la couronne,. Cette aire, qui regroupe 161 communes, est catégorisée dans les aires de 700 000 habitants ou plus (hors Paris),.

### Occupation des sols
L'occupation des sols de la commune, telle qu'elle ressort de la base de données européenne d’occupation biophysique des sols Corine Land Cover (CLC), est marquée par l'importance des forêts et milieux semi-naturels (56,4 % en 2018), une proportion sensiblement équivalente à celle de 1990 (56,5 %). La répartition détaillée en 2018 est la suivante : 
forêts (28,3 %), cultures permanentes (26,8 %), milieux à végétation arbustive et/ou herbacée (22,7 %), zones agricoles hétérogènes (14,3 %), espaces ouverts, sans ou avec peu de végétation (5,3 %), zones urbanisées (2,5 %). L'évolution de l’occupation des sols de la commune et de ses infrastructures peut être observée sur les différentes représentations cartographiques du territoire : la carte de Cassini (XVIIIe siècle), la carte d'état-major (1820-1866) et les cartes ou photos aériennes de l'IGN pour la période actuelle (1950 à aujourd'hui).

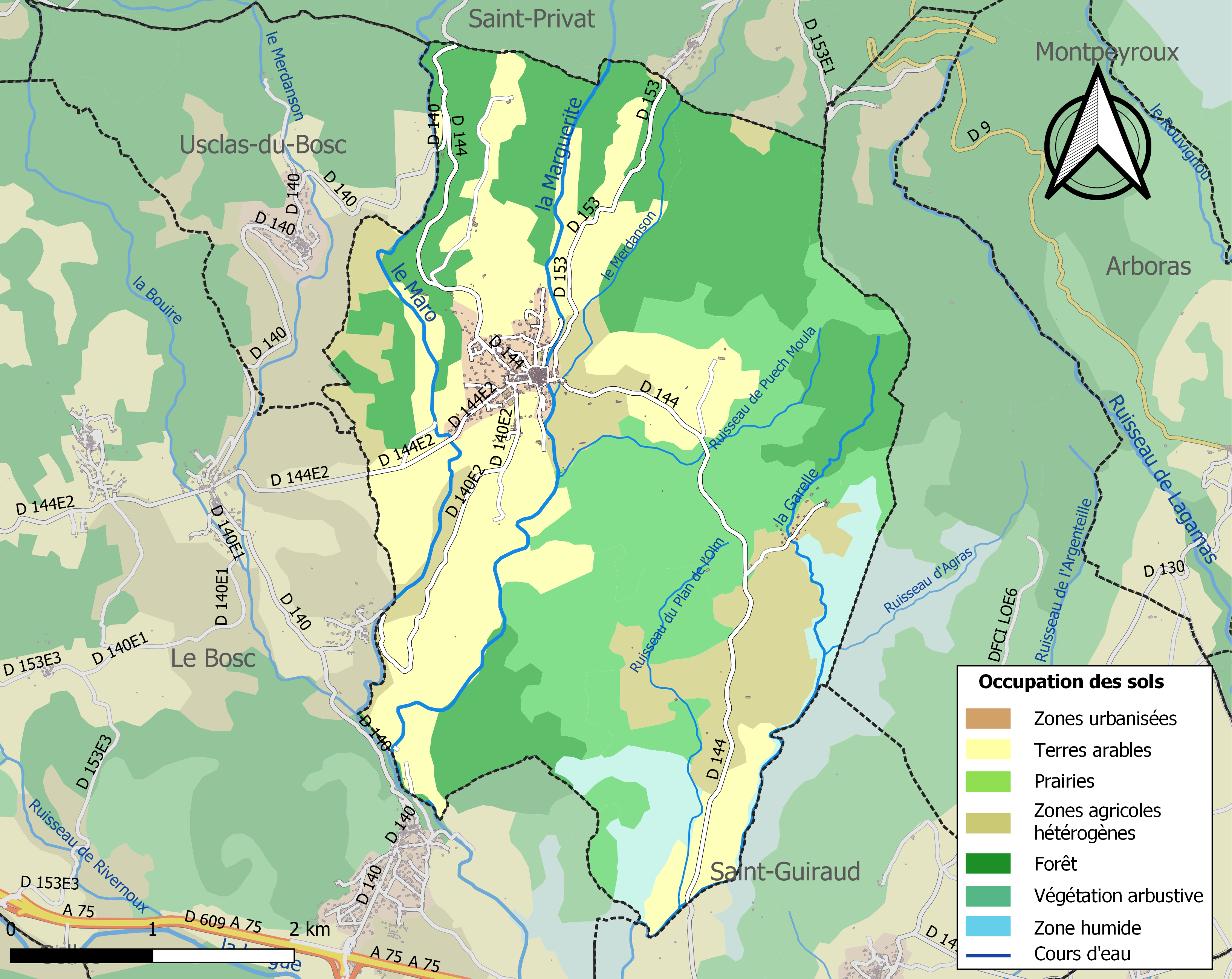
Carte des infrastructures et de l'occupation des sols de la commune en 2018 (CLC).

### Risques majeurs
Le territoire de la commune de Saint-Jean-de-la-Blaquière est vulnérable à différents aléas naturels : météorologiques (tempête, orage, neige, grand froid, canicule ou sécheresse), inondations, feux de forêts et séisme (sismicité très faible). Il est également exposé à deux risques particuliers : le risque minier et le risque de radon. Un site publié par le BRGM permet d'évaluer simplement et rapidement les risques d'un bien localisé soit par son adresse soit par le numéro de sa parcelle.

#### Risques naturels
Certaines parties du territoire communal sont susceptibles d’être affectées par le risque d’inondation par débordement de cours d'eau, notamment la Marguerite et le Maro. La commune a été reconnue en état de catastrophe naturelle au titre des dommages causés par les inondations et coulées de boue survenues en 1982, 1989, 1992, 1995, 2006, 2014 et 2015,.
Saint-Jean-de-la-Blaquière est exposée au risque de feu de forêt. Un plan départemental de protection des forêts contre les incendies (PDPFCI) a été approuvé en juin 2013 et court jusqu'en 2022, où il doit être renouvelé. Les mesures individuelles de prévention contre les incendies sont précisées par deux arrêtés préfectoraux et s’appliquent dans les zones exposées aux incendies de forêt et à moins de 200 mètres de celles-ci. L’arrêté du 25 avril 2002 réglemente l'emploi du feu en interdisant notamment d’apporter du feu, de fumer et de jeter des mégots de cigarette dans les espaces sensibles et sur les voies qui les traversent sous peine de sanctions. L'arrêté du 11 mars 2013 rend le débroussaillement obligatoire, incombant au propriétaire ou ayant droit,.

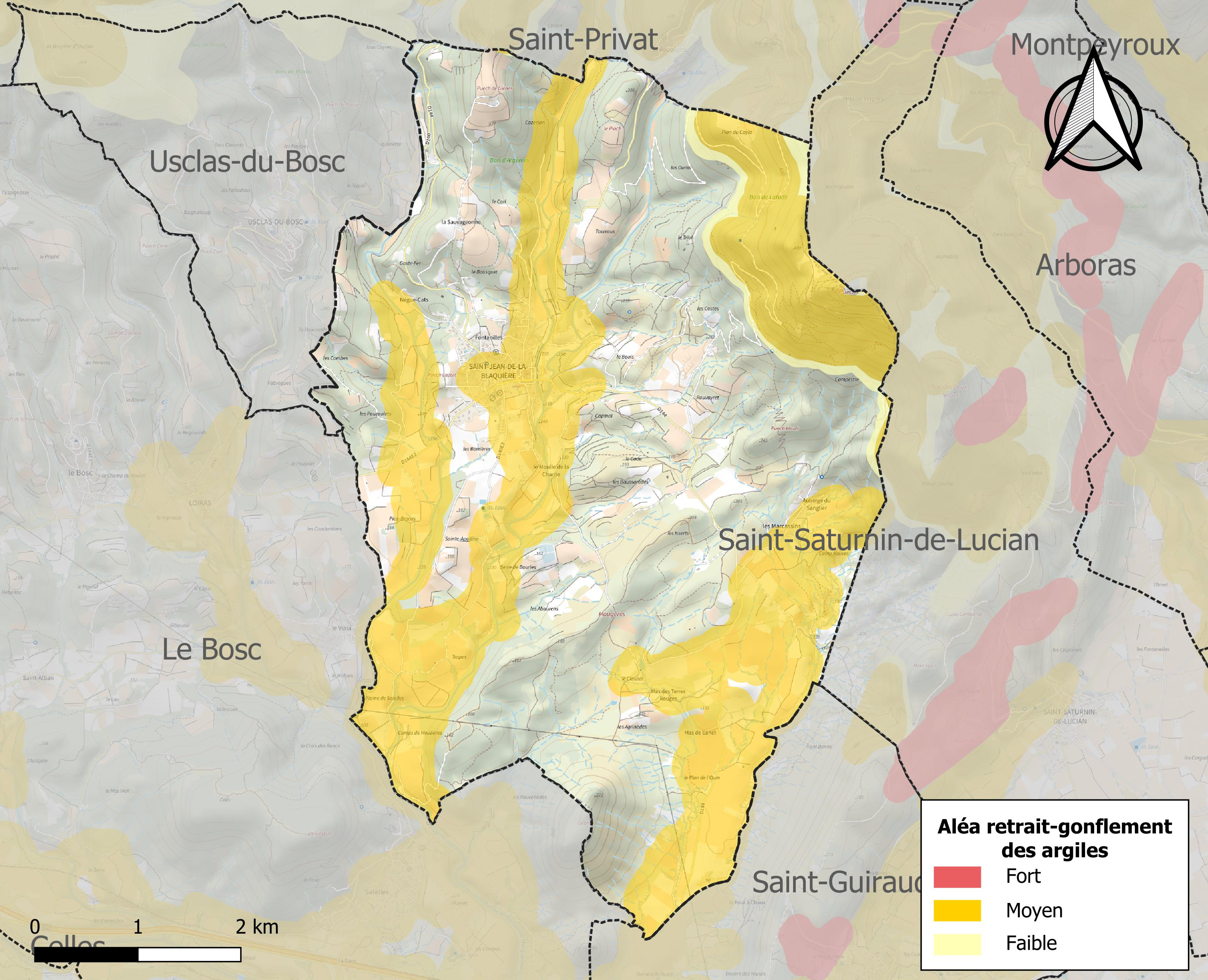
Carte des zones d'aléa retrait-gonflement des sols argileux de Saint-Jean-de-la-Blaquière.

Le retrait-gonflement des sols argileux est susceptible d'engendrer des dommages importants aux bâtiments en cas d’alternance de périodes de sécheresse et de pluie. 40,3 % de la superficie communale est en aléa moyen ou fort (59,3 % au niveau départemental et 48,5 % au niveau national). Sur les 338 bâtiments dénombrés sur la commune en 2019, 265 sont en aléa moyen ou fort, soit 78 %, à comparer aux 85 % au niveau départemental et 54 % au niveau national. Une cartographie de l'exposition du territoire national au retrait gonflement des sols argileux est disponible sur le site du BRGM,.
Par ailleurs, afin de mieux appréhender le risque d’affaissement de terrain, l'inventaire national des cavités souterraines permet de localiser celles situées sur la commune.

#### Risque particulier
L’étude Scanning de Géodéris réalisée en 2008 a établi pour le département de l’Hérault une identification rapide des zones de risques miniers liés à l’instabilité des terrains.  Elle a été complétée en 2015 par une étude approfondie sur les anciennes exploitations minières du bassin houiller de Graissessac et du district polymétallique de Villecelle. La commune est ainsi concernée par le risque minier, principalement lié à l’évolution des cavités souterraines laissées à l’abandon et sans entretien après l’exploitation des mines.
Dans plusieurs parties du territoire national, le radon, accumulé dans certains logements ou autres locaux, peut constituer une source significative d’exposition de la population aux rayonnements ionisants. Certaines communes du département sont concernées par le risque radon à un niveau plus ou moins élevé. Selon la classification de 2018, la commune de Saint-Jean-de-la-Blaquière est classée en zone 3, à savoir zone à potentiel radon significatif.

## Toponymie
Blaquière: Issue du gaulois blaco, ( blaca au féminin), encore utilisé en provençal.

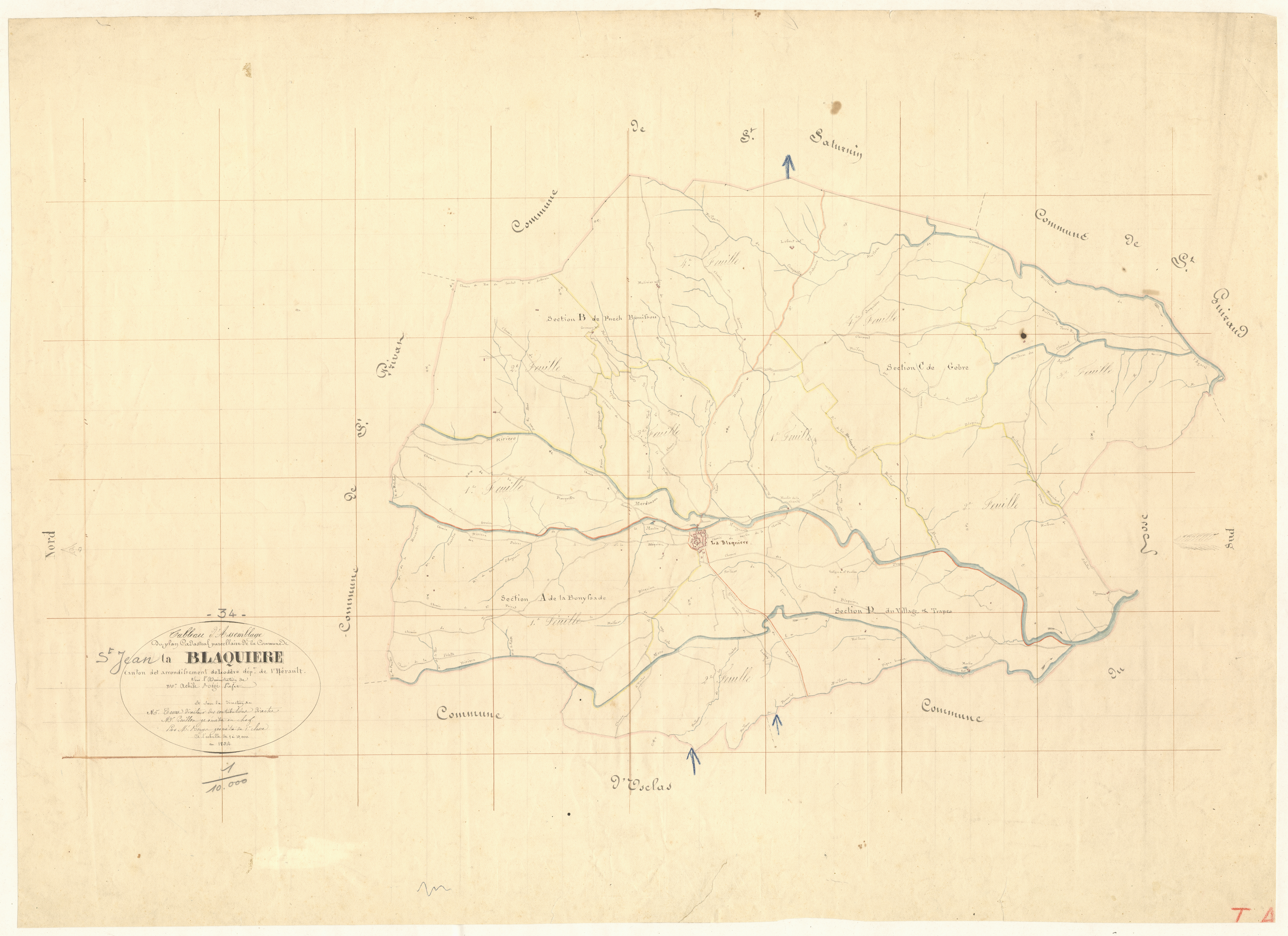
Cadastre napoléonien : tableau d'assemblage (1834).

## Histoire
Un dolmen et des mobiliers métalliques, découverts dans une sépulture par un agriculteur, permettent de penser que le site de la commune a été habité dès le Néolithique.
En 983, un moine de l'abbaye de Gellone à Saint-Guilhem-le-Désert fait don au monastère de deux manses lui appartenant, localisées sur le territoire de la commune.
La première mention officielle figure dans le testament de saint-Fulcran. Il signale une église consacrée à saint Jean-Baptiste, sa villa (domaine romain) nommée Pleuis et les six manses qui font partie du domaine.
Au XIIe siècle et XIIIe siècle, des documents royaux font mention de la villa « Saint Jean de Pleus ».
En décembre 1385, lors de la guerre de Cent Ans, les troupes royales séjournent durant une semaine dans le village.
Durant la période révolutionnaire, le village perd la première partie de son nom au profit de « La Blaquière », pour suivre le décret de la Convention du 25 vendémiaire an II invitant les communes ayant des noms pouvant rappeler les souvenirs de la royauté, de la féodalité ou des superstitions, à les remplacer par d'autres dénominations. Il garde ce nom jusqu'en l'an X. Toujours lors de la Révolution française, les citoyens de la commune se réunissent au sein de la société révolutionnaire, baptisée « société populaire » en 1793.

## Politique et administration
| Période   | Période   | Identité         | Étiquette | Qualité                                                          |
| --------- | --------- | ---------------- | --------- | ---------------------------------------------------------------- |
| 1947      | 1955      | Alphonse Brusque |           |                                                                  |
| 1955      | 1965      | Ernest Nouguier  |           |                                                                  |
| 1965      | mars 2001 | Jean Brusque     | SFIO-PS   |                                                                  |
| mars 2001 | mars 2008 | Yvan Ponce       | UMP       |                                                                  |
| mars 2008 | 2020      | Anne-Marie Fabre | SE        | Fonctionnaire                                                    |
| 2020      | En cours  | Bernard Jahnich  | SE        | Retraité d’officier supérieur de Sapeurs-pompiers professionnels |

## Démographie
L'évolution du nombre d'habitants est connue à travers les recensements de la population effectués dans la commune depuis 1793. Pour les communes de moins de 10 000 habitants, une enquête de recensement portant sur toute la population est réalisée tous les cinq ans, les populations de référence des années intermédiaires étant quant à elles estimées par interpolation ou extrapolation. Pour la commune, le premier recensement exhaustif entrant dans le cadre du nouveau dispositif a été réalisé en 2006.

En 2022, la commune comptait 695 habitants, en évolution de +10,14 % par rapport à 2016 (Hérault : +7,49 %, France hors Mayotte : +2,11 %).
| 1793 | 1800 | 1806 | 1821 | 1831 | 1836 | 1841 | 1846 | 1851 |
| ---- | ---- | ---- | ---- | ---- | ---- | ---- | ---- | ---- |
| 411  | 443  | 485  | 431  | 439  | 410  | 406  | 413  | 394  |

| 1856 | 1861 | 1866 | 1872 | 1876 | 1881 | 1886 | 1891 | 1896 |
| ---- | ---- | ---- | ---- | ---- | ---- | ---- | ---- | ---- |
| 428  | 443  | 445  | 422  | 452  | 412  | 384  | 352  | 344  |

| 1901 | 1906 | 1911 | 1921 | 1926 | 1931 | 1936 | 1946 | 1954 |
| ---- | ---- | ---- | ---- | ---- | ---- | ---- | ---- | ---- |
| 335  | 365  | 380  | 330  | 345  | 364  | 360  | 339  | 333  |

| 1962 | 1968 | 1975 | 1982 | 1990 | 1999 | 2006 | 2011 | 2016 |
| ---- | ---- | ---- | ---- | ---- | ---- | ---- | ---- | ---- |
| 330  | 300  | 259  | 263  | 338  | 361  | 469  | 594  | 631  |

| 2021 | 2022 | - | - | - | - | - | - | - |
| ---- | ---- | - | - | - | - | - | - | - |
| 675  | 695  | - | - | - | - | - | - | - |

## Économie

### Revenus
En 2018, la commune compte 278 ménages fiscaux, regroupant 666 personnes. La médiane du revenu disponible par unité de consommation est de 20 290 € (20 330 € dans le département).

### Emploi
|                | 2008   | 2013   | 2018  |
| -------------- | ------ | ------ | ----- |
| Commune        | 9,9 %  | 9,2 %  | 9,6 % |
| Département    | 10,1 % | 11,9 % | 12 %  |
| France entière | 8,3 %  | 10 %   | 10 %  |

En 2018, la population âgée de 15 à 64 ans s'élève à 395 personnes, parmi lesquelles on compte 77 % d'actifs (67,4 % ayant un emploi et 9,6 % de chômeurs) et 23 % d'inactifs,. En  2018, le taux de chômage communal (au sens du recensement) des 15-64 ans est inférieur à celui de la France et du département, alors qu'en 2008 il était supérieur à celui de la France.
La commune fait partie de la couronne de l'aire d'attraction de Montpellier, du fait qu'au moins 15 % des actifs travaillent dans le pôle,. Elle compte 102 emplois en 2018, contre 97 en 2013 et 90 en 2008. Le nombre d'actifs ayant un emploi résidant dans la commune est de 270, soit un indicateur de concentration d'emploi de 37,8 % et un taux d'activité parmi les 15 ans ou plus de 61,6 %.
Sur ces 270 actifs de 15 ans ou plus ayant un emploi, 73 travaillent dans la commune, soit 27 % des habitants. Pour se rendre au travail, 84,7 % des habitants utilisent un véhicule personnel ou de fonction à quatre roues, 3 % les transports en commun, 7,5 % s'y rendent en deux-roues, à vélo ou à pied et 4,8 % n'ont pas besoin de transport (travail au domicile).

### Activités hors agriculture

#### Secteurs d'activités
63 établissements sont implantés  à Saint-Jean-de-la-Blaquière au 31 décembre 2019. Le tableau ci-dessous en détaille le nombre par secteur d'activité et compare les ratios avec ceux du département,.
| Secteur d'activité                                                                                        | Commune | Commune | Département |
| Secteur d'activité                                                                                        | Nombre  | %       | %           |
| --- | ------- | ------- | ----------- |
| Ensemble                                                                                                  | 63      | 100 %   | (100 %)     |
| Industrie manufacturière, industries extractives et autres                                                | 8       | 12,7 %  | (6,7 %)     |
| Construction                                                                                              | 16      | 25,4 %  | (14,1 %)    |
| Commerce de gros et de détail, transports, hébergement et restauration                                    | 13      | 20,6 %  | (28 %)      |
| Information et communication                                                                              | 1       | 1,6 %   | (3,3 %)     |
| Activités financières et d'assurance                                                                      | 1       | 1,6 %   | (3,2 %)     |
| Activités immobilières                                                                                    | 1       | 1,6 %   | (5,3 %)     |
| Activités spécialisées, scientifiques et techniques et activités de services administratifs et de soutien | 12      | 19 %    | (17,1 %)    |
| Administration publique, enseignement, santé humaine et action sociale                                    | 9       | 14,3 %  | (14,2 %)    |
| Autres activités de services                                                                              | 2       | 3,2 %   | (8,1 %)     |

Le secteur de la construction est prépondérant sur la commune puisqu'il représente 25,4 % du nombre total d'établissements de la commune (16 sur les 63 entreprises implantées  à Saint-Jean-de-la-Blaquière), contre 14,1 % au niveau départemental.

#### Entreprises et commerces
Les trois entreprises ayant leur siège social sur le territoire communal qui génèrent le plus de chiffre d'affaires en 2020 sont : 
- Vinobag SA, activités de conditionnement (3 000 k€)
- La Petite Fringale, restauration de type rapide (200 k€)
- SARL De Laroque Et Fils, travaux de maçonnerie générale et gros œuvre de bâtiment (58 k€)

### Agriculture
La commune est dans le « Soubergues », une petite région agricole occupant le nord-est du département de l'Hérault. En 2020, l'orientation technico-économique de l'agriculture  sur la commune est la viticulture.
|               | 1988 | 2000 | 2010 | 2020 |
| ------------- | ---- | ---- | ---- | ---- |
| Exploitations | 55   | 42   | 23   | 27   |
| SAU (ha)      | 363  | 269  | 166  | 378  |

Le nombre d'exploitations agricoles en activité et ayant leur siège dans la commune est passé de 55 lors du recensement agricole de 1988  à 42 en 2000 puis à 23 en 2010 et enfin à 27 en 2020, soit une baisse de 51 % en 32 ans. Le même mouvement est observé à l'échelle du département qui a perdu pendant cette période 67 % de ses exploitations,. La surface agricole utilisée sur la commune est restée relativement stable, passant de 363 ha en 1988 à 378 ha en 2020. Parallèlement la surface agricole utilisée moyenne par exploitation a augmenté, passant de 7 à 14 ha.

## Culture locale et patrimoine

### Lieux et monuments
- L'église de la Décollation-de-Saint-Jean-Baptiste de Saint-Jean-de-la-Blaquière. église paroissiale dont le chœur roman date du XIIe siècle. Elle remplaçait une ancienne chapelle consacrée, elle aussi, à saint Jean-Baptiste. L'édifice a été inscrit au titre des monuments historiques en 1951[33].
- Le château de la Blaquière des XIVe et XVIIe siècles, recensé à l'Inventaire général du patrimoine culturel.
- De nombreuses capitelles dans les vignes ont été construites avec la technique à pierre sèche. Elles sont rouges car le matériau employé est des ruffes, roches détritiques (sable, limon et argiles) de la famille des pélites datant du Permien (250 millions d’années).
- Des chapelles funéraires des XIXe et XXe siècles.
- Le dolmen des Isserts[34].

### Héraldique
| Armes de Saint-Jean-de-la-Blaquière | Les armes de Saint-Jean-de-la-Blaquière se blasonnent ainsi : d'or à une grappe de raisin de pourpre tigée et feuillée d'une pièce de sinople, entourée de deux rameaux arrondis de sinople passés en sautoir en pointe et fruités de sable, d'olivier à dextre et de chêne à senestre |

### Fonds d'archives
- Fonds : Archives communales de Saint-Jean-de-la-Blaquière (1535-1942) [1,72 ml].  Cote : 268 EDT. Montpellier : Archives départementales de l'Hérault (présentation en ligne).